# Ральф Парве
Ральф Людвігович Па́рве (ест. Ralf Parve, 25 червня 1919, Раквере, Естонія — 29 квітня 2011, Таллінн, Естонія) — естонський письменник, член Союзу письменників Естонії з 1945 року. Перекладач творів Тараса Шевченка, зокрема переклав шевченків «Заповіт».

## Біографія
Друкуватися почав 1936 року. Закінчив середню школу в Таллінні 1938 року. В період Другої світової війни був у Червоній Армії. З 1944 року по 1951 рік працював журналістом. Член КПРС з 1947 по 1989 роки. Перші збірки — «З душі бійця», видана 1945 року, і «Про час суворий, прекрасний і дорогий», видана 1946 року.
Парве є автором сатиричних п'єс, документальної драми «Морок означає ніч» (1971), творів для дітей, дорожніх нарисів, які він написав разом зі своєю дружиною Ліллі Промет, публіцистичних і літературознавчих праць.

## Українські переклади
- Пісня про дружбу. // «Дніпро», 1954, № 5.